# Rainer Marks

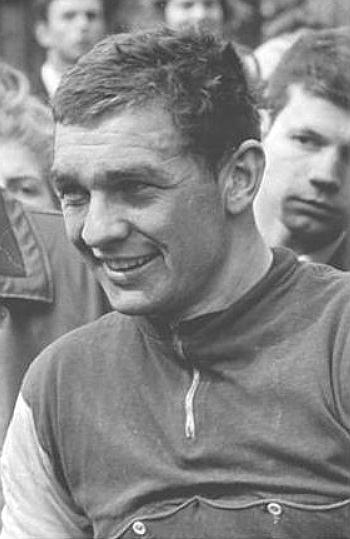
Marks 1965

Rainer Marks (* 11. Oktober 1941 in Bergen auf Rügen; † 21. Juli 2019 in Leipzig) war ein deutscher Radrennfahrer. Er war in den 1960er-Jahren in der DDR aktiv.

## Sportliche Laufbahn
Marks begann ab 1958 organisiert Radsport zu betreiben, seine erste Sportgemeinschaft war die Betriebssportgemeinschaft (BSG) Einheit Bergen bei Trainer Bogislaw Scheunemann. 1962 wechselte er zum DDR-Radsportzentrum SC DHfK Leipzig, wo er im Männerbereich sofort auf sich aufmerksam machte, als er die Wertung für den besten Nachwuchsfahrer bei der DDR-Rundfahrt gewann. Bei der 1963er DDR-Rundfahrt gewann der 1,78 m große Marks vier Etappen und kam in der Gesamtwertung auf den dritten Platz. Die Harzrundfahrt 1963 konnte er ebenfalls für sich entscheiden, 1964 wurde er Zweiter. 1964 gewann er mit dem Eintagesrennen Berlin–Angermünde–Berlin seinen ersten DDR-Klassiker. Dazu kam der Sieg im ebenfalls traditionsreichen Rennen Rund um das Ostragehege. 1965 siegte er in den Rennen Rund um die Braunkohle, Rund um die Hainleite sowie im Großen Kowalit-Preis und wurde Zweiter bei Berlin–Angermünde–Berlin. Es folgte 1966 das längste Radrennen in der DDR Berlin–Cottbus–Berlin sowie ein Etappensieg in der Bulgarien-Rundfahrt. Dazu kamen der 2. Platz in der Harzrundfahrt und im Tribüne Bergpreis.
Seine erfolgreichste Radsportsaison hatte Marks im Jahre 1967. Nachdem er den Großen Preis von Algerien gewonnen hatte, konnte er sich auch bei den Ausscheidungsrennen für die Internationale Friedensfahrt durchsetzen. Bei dem größten Amateur-Etappenrennen, das 1967 von Warschau über Ost-Berlin nach Prag führte, gewann er als Neuling zwei Etappen und wurde in der Endwertung als zweitbester DDR-Fahrer Neunter. Außerdem gewann er noch die DDR-Eintagesrennen Rund um Leipzig, Rund um Sebnitz und den Großen Sachsenpreis.
Seinen einzigen Podestplatz bei DDR-Meisterschaften holte er sich 1968 mit dem DHfK-Vierer (Bernd Höcke, Bernd Knispel, Rainer Marx und Horst Wagner), mit dem er Platz drei beim Mannschaftszeitfahren erreichte. Im selben Jahr konnte sich Marks wieder für die Friedensfahrt qualifizieren, kam diesmal als zweitschlechtester DDR-Teilnehmer aber nur auf den 18. Rang. Nach der Saison 1968 verlor Marks seinen Platz in der DDR-Nationalmannschaft und kam zu keinen weiteren Radsporterfolgen. 
Marks blieb dem Radsport als Trainer der BSG Stahl Südwest Leipzig verbunden.